# Franklin megye (Texas)
Franklin megye az Amerikai Egyesült Államokban, azon belül Texas államban található. Megyeszékhelye és legnagyobb városa Mount Vernon. Lakosainak száma 10 359 fő (2020. április 1.). Franklin megye Delta, Hopkins, Camp, Titus, Red River és Wood megyékkel határos.

## Népesség
A megye népességének változása:
| Lakosok száma | 10 608 | 10 542 | 10 643 | 10 660 | 10 651 | 10 359 |
|               | 2010   | 2011   | 2012   | 2013   | 2015   | 2020   |